# 博塞 (上萨瓦省)
博塞（法語：Bossey，法語發音：[bɔsɛ]）是法国东南部奥弗涅-罗讷-阿尔卑斯大区上萨瓦省的一个市镇，紧邻瑞士日内瓦州的特鲁瓦内。1722至1724年间，少年卢梭寄住在此地的朗贝尔西埃牧师家读书。2013年，镇中心竖立起一尊卢梭的青铜塑像。

## 地理
博塞（46°9'6"N, 6°9'33"E）面积3.88 平方千米，位于法国奥弗涅-罗讷-阿尔卑斯大区上萨瓦省，该省份为法国东部省份，历史上为薩伏依的一部分，北与瑞士接壤，西接安省，南至萨瓦省，东与瑞士和意大利接壤。
与博塞接壤的市镇（或旧市镇、城区）包括：科隆日苏萨莱沃、埃特朗比耶尔。

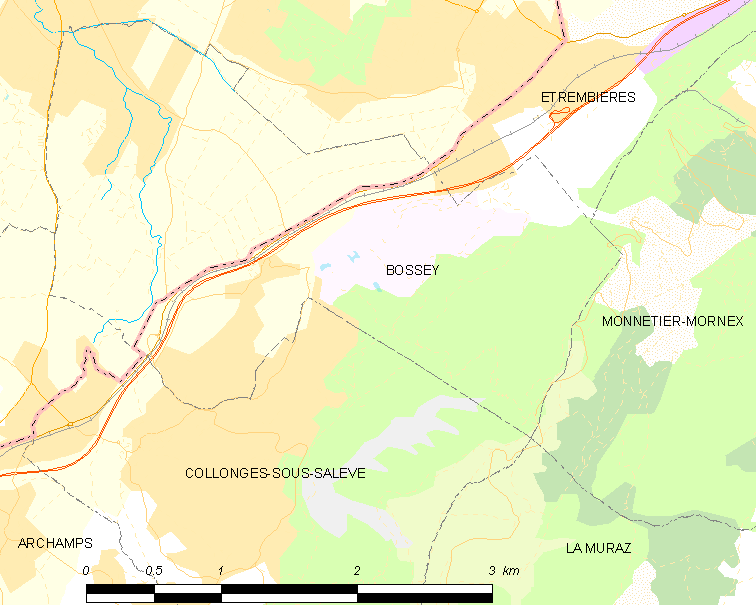
的OSM定位图

博塞的时区为UTC+01:00、UTC+02:00（夏令时）。

## 行政
博塞的邮政编码为74160，INSEE市镇编码为74044。

## 政治
博塞所属的省级选区为圣于连昂热讷瓦县。

## 人口

1962-2008年间人口变化图示

博塞于2022年1月1日时的人口数量为947人。